# Tsutomu Kashiwakura
Tsutomu Kashiwakura (jap. カシワクラ ツトム Kashiwakura Tsutomu; ur. 1 marca 1966 w Sagamiharze) – japoński seiyū powiązany z agencją Magus.

## Wybrana filmografia
- 1986: Było ich jedenaścioro – Chaco Kacka
- 1986: Kidō Senshi Gundam ZZ – Glemy Toto
- 1990: Samuraje z Pizza Kot – Mietoru
- 1994: Uchū no kishi Tekkaman Blade – Luis
- 1993: Sailor Moon R – Saphir
- 1994: Królewna Śnieżka – Poppy
- 1997: Yūsha Ō Gaogaigar –
  - Kōsuke Entōji,
  - Penchinon
- 1997: Pokémon –
  - Keita,
  - Mikeosu
- 1998: Yu-Gi-Oh! – Ryō Bakura
- 2001: Król szamanów – Konchi